# Bambycars

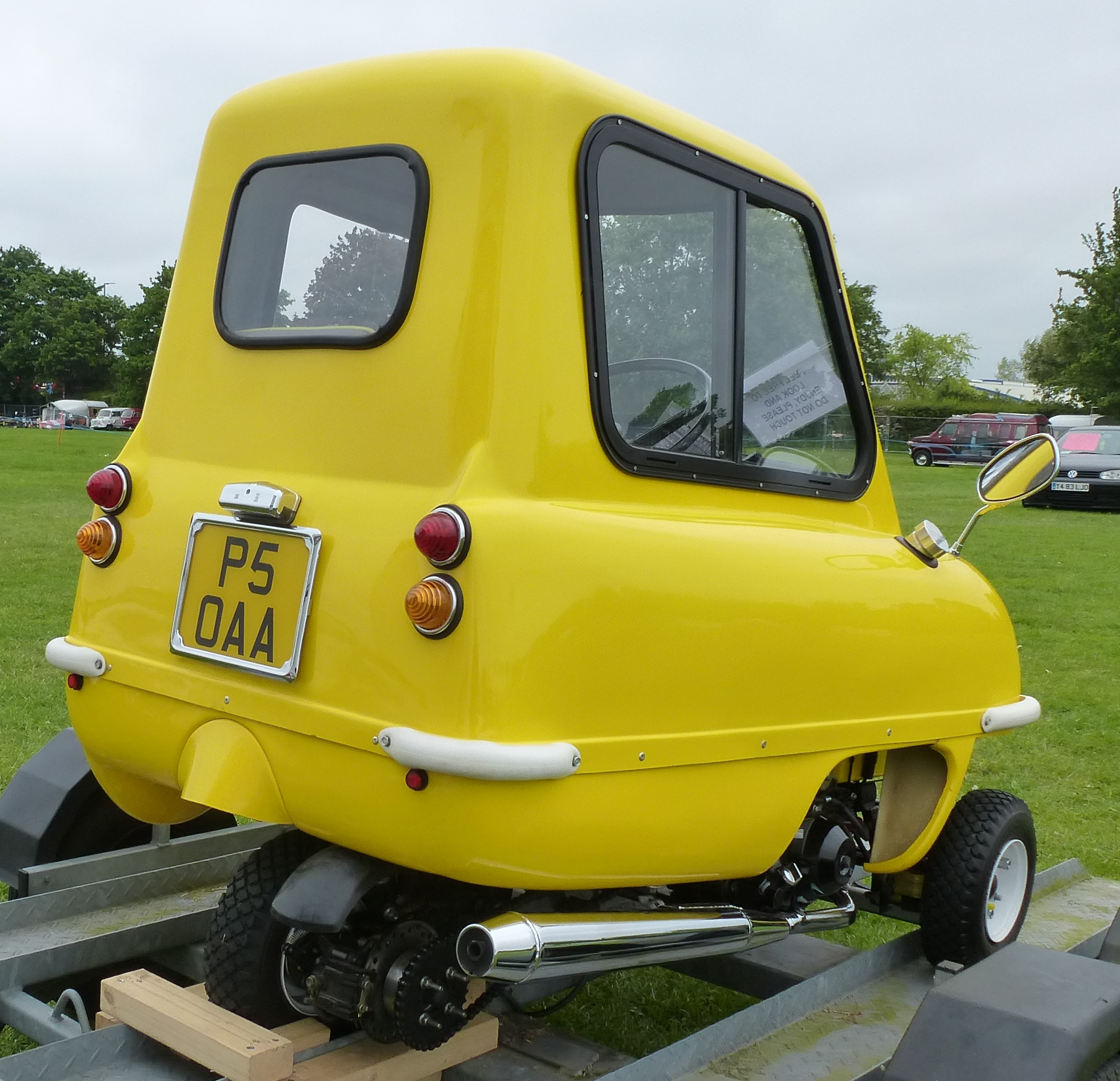
Bamby P 50

Bambycars Limited war ein britischer Hersteller von Automobilen.

## Unternehmensgeschichte
Arthur Alan Evans betrieb bereits in den 1980er Jahren das Unternehmen Bamby Cars. Am 7. Februar 2011 gründete er zusammen mit seiner Tochter Emma das neue Unternehmen. Der Sitz befand sich in Gainsborough in der Grafschaft Lincolnshire. Sie begannen mit der Produktion von Kleinstwagen. Der Markenname lautete erneut Bamby. Am 19. Februar 2013 gab Emma Evans ihren Direktorenposten auf. Im April 2021 wurde das Unternehmen aufgelöst.

## Fahrzeuge
Der P 50 war die Nachbildung des Peel P 50. Ein Viertaktmotor mit 50 cm³ Hubraum trieb die Fahrzeuge an. Die einsitzige Karosserie bestand aus glasfaserverstärktem Kunststoff. Ein Unterscheidungsmerkmal zum Original war der fehlende Griff am Heck.
Daneben gab es Nachbauten des Messerschmitt Kabinenrollers in Maßstab 2:3.